# Patrouilleur côtier de nouvelle génération
Un patrouilleur côtier de nouvelle génération, est un navire côtier de la gendarmerie maritime française destiné à entrer en service en 2024.

## Projet

### Commande et contrat
Le ministère des Armées a annoncé le 1er septembre 2022 une commande par la direction générale de l’armement (DGA), le 12 août 2022, d’un premier patrouilleur côtier de nouvelle génération pour la Gendarmerie maritime.

Le contrat d'une valeur de 110 millions d’euros porte sur la construction et le maintien en condition opérationnelle  de six navires, soit 18,33 millions € par bâtiment, auprès de la Socarenam et de CNN MCO. Le premier exemplaire sera livré en 2024 pour desservir Cherbourg,  puis cinq autres pour Toulon, Lorient, Pointe-à-Pitre et Papeete.

### Caractéristiques
Selon les annonces, ces patrouilleurs de 46 mètres pour 350 tonnes opéreront sept jours en autonomie (1200 nautiques à 12 nœuds), avec un équipage de 15 personnes et un maximum de 25 personnes à bord. Disponibles 180 jours par an et équipés d’une embarcation rapide semi-rigide de 6,5 mètres allant jusqu’à 40 nœuds, ils seront utilisés pour les missions de l’action de l’État en mer. Ils seront propulsés par deux moteurs diesels de 1640 kW entraînant deux hélices permettant une vitesse maximale de 21 nœuds. Ils seront équipés d'un radar de surveillance et d'un radar de navigation,  et armés d'une mitrailleuse de 12,7 mm et de 7,62 mm.

## Liste des navires de la classe

### Gendarmerie maritime
Six exemplaires sont prévus.
| no   | Nom        | Première découpe | Mise sur cale | Mise à l'eau | Essais en mer | Livraison | Service actif | Port d'attache |
| ---- | ---------- | ---------------- | ------------- | ------------ | ------------- | --------- | ------------- | -------------- |
| P727 | Rozel      |                  |               |              |               |           | 2024          | Cherbourg      |
| P728 | Beuzeval   |                  |               |              |               |           | 2025          | Cherbourg      |
| P729 | Capesterre |                  |               |              |               |           | 2026          | Pointe-à-Pitre |
| P730 | Aroo       |                  |               |              |               |           | 2027          | Papeete        |
| P731 | Pen-ar-Vir |                  |               |              |               |           | 2028          | Lorient        |
| P732 | Guardiola  |                  |               |              |               |           | 2029          | Toulon         |